# NVIDIA GeForce 740m
NVIDIA GeForce 740m — середньокласова мобільна відеокарта з підтримкою DirectX 11. Вона побудована на архітектурі Kepler з урахуванням вимог 28 — нанометрового технологічного процесу на потужностях TSMC. На додаток до версії з чипом GK107 (384 шейдерів, 810–895 МГц, 128-бітна пам'ять) і DDR3, вже випущені моделі з новим GK208 (384 шейдерів, до 980 МГц плюс boost, 64-бітна пам'ять) та/або GDDR5.
Мобільні відеокарти архітектури Kepler оснащені підтримкою PCIe 3.0 і опціонально технологією Turbo для розгону частоти графічного ядра в межах можливостей системи охолодження. Дане рішення реалізується в BIOS, і його наявність залежить тільки від виробника.
Ядро GK107 Kepler, яке лежить в основі GeForce GT 740M, використовує для роботи два блоки шейдерів, так званих SMX, з 384 потоковими ядрами, що працюють з такою ж частотою, що і процесорне ядро.
З архітектурою Kepler стає доступною велика кількість шейдерних ядер, яким властива енергоефективність що поліпшена приблизно у два рази, в порівнянні з ядрами більш ранньої Fermi. Але у зв'язку з відсутністю частоти hot clock шейдерного домену Kepler, швидкість роботи її ядер порівнянна з ядрами Fermi в пропорції 2:1.
Ігрова продуктивність GeForce GT 740M залежить від потужності її чипсету. Тестування показало, що швидкість роботи 740M аналогічна GT 730M, а ця на 10% повільніша, ніж GeForce GT 650M. У більш старих моделях відеокарт на GK107 передбачені резерви для додаткових функцій якості — AA і AF. В цілому, загальна графічна продуктивність цієї відеокарти залежить від частоти ядра і GPU Boost 2.0.
Відеокарта NVIDIA GeForce GT 740M по наявності додаткових технологій і функцій повністю аналогічна GT 730M. Це означає, що вона має у своєму розпорядженні відеопроцесор PureVideo HD п'ятого покоління (декодує формати MPEG- 1 / 2, MPEG- 4 ASP, H.264 і VC1/WMV9 в дозволі 4К, і VC1 і MPEG- 4 в 1080р), апаратним шифратором відео (схожий на Intel QuickSync, і доступний з NVENCI API), одночасною підтримкою чотирьох моніторів з великою роздільною здатністю 3840x2160 і здатністю передавати Dolby TrueHD і DTS-HD аудіо в потоковому режимі за допомогою HDMI. Однак слід пам'ятати, що з технологією Optimus прямий контроль над портами дисплея отримує інтегрована відеокарта, тому доступний набір функцій може бути істотно обмежений.
Відеокарта GeForce GT 740M використовується для комплектації мультимедійних ноутбуків, розміри яких стартують з позначки 14 дюймів.